# Willi Wenk

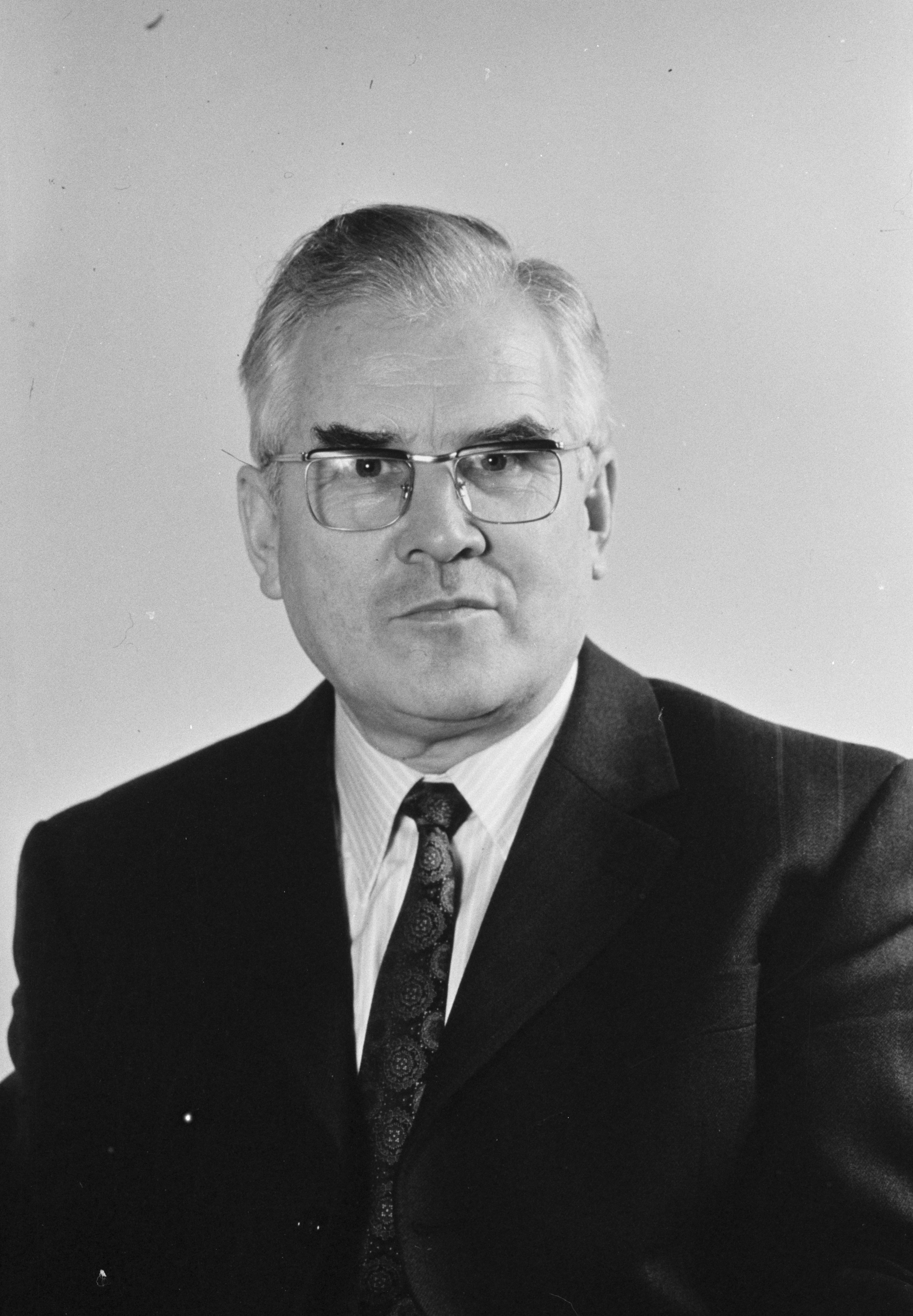
Willi Wenk (1971)

Willi Wenk (* 11. April 1914 in Basel; † 17. Februar 1994 in Riehen) war ein Schweizer Politiker (SP).

## Biografie
Willi Wenk, Sohn des  Lehrers und späteren Politikers Gustav Wenk, studierte Mathematik, Physik und Biologie an der Universität Basel. 1941 promovierte er mit einer Dissertation  zu Absorptions- und Fluoreszenzspektren. Danach wirkte er als Lehrer am mathematisch-naturwissenschaftlichen Gymnasium in Basel, an dem  er 1961–1975 das Amt des Rektors bekleidete. Zudem leitete er 1947–1961 die kantonale akademische Berufsberatung. Parallel dazu durchlief Wenk, welcher der Sozialdemokratischen Partei angehörte, eine politische Laufbahn: 1954–1961 sass er im Gemeinderat von Riehen, 1956–1968 gehörte er dem Grossen Rat des Kantons Basel-Stadt an. 1967–1978 vertrat er diesen Kanton im Ständerat, den er 1976 präsidierte. 1968–1974 war er Mitglied der Parlamentarischen Versammlung des Europarats.